# James Zadroga
 (novembre 2017).
Si vous disposez d'ouvrages ou d'articles de référence ou si vous connaissez des sites web de qualité traitant du thème abordé ici, merci de compléter l'article en donnant les références utiles à sa vérifiabilité et en les liant à la section « Notes et références ».
Compléments
Membre du New York City Police Department de 1992 à 2006.

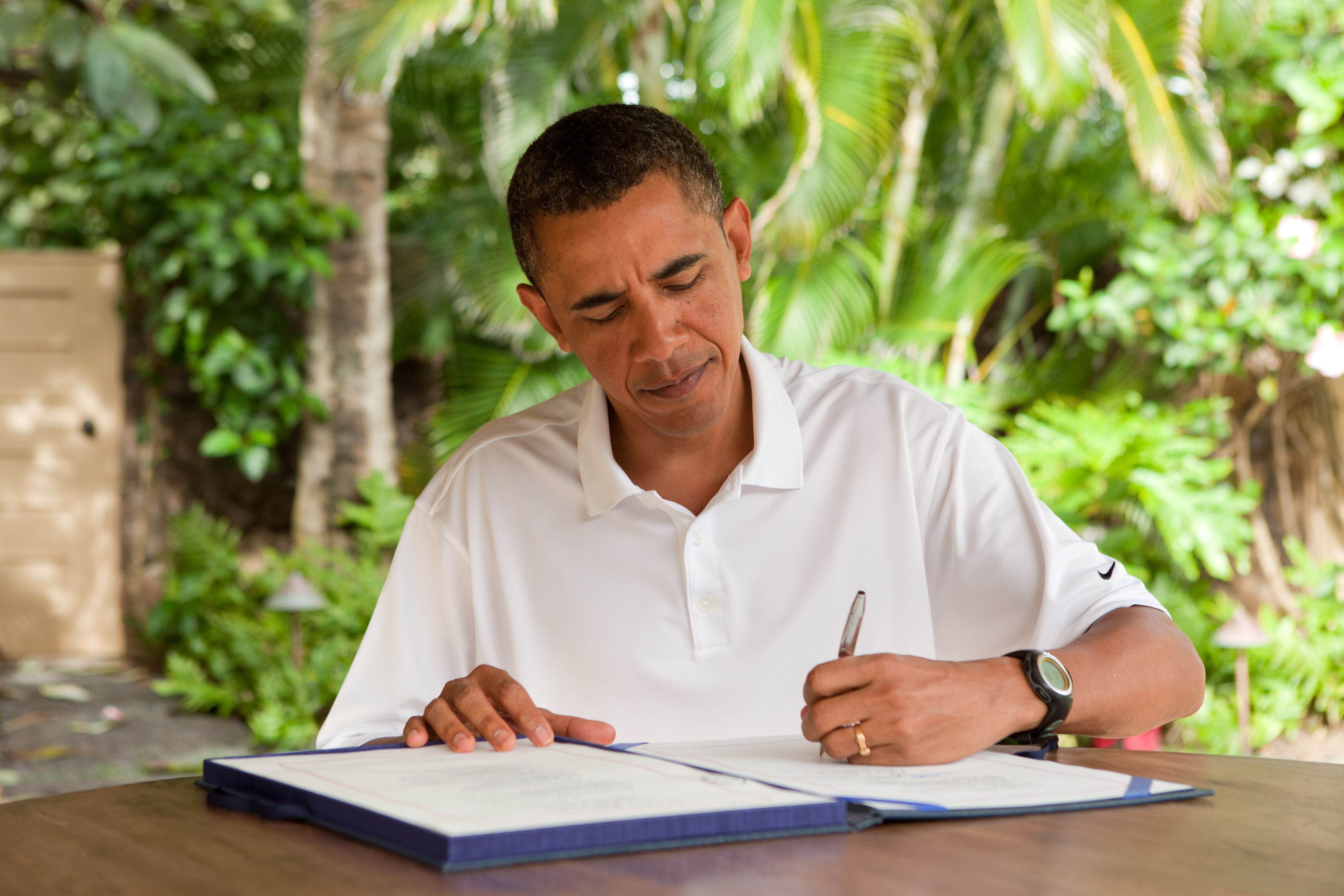
Le Président des États-Unis Barack Obama signant la loi fédérale Zadroga le 2 janvier 2011 à la.

James Zadroga, né le 8 février 1971 à North Arlington au New Jersey aux États-Unis et mort le 5 janvier 2006, est un policier américain du New York City Police Department (NYPD).
Il meurt d'une maladie respiratoire attribuée à sa participation à des opérations de sauvetage et de récupération dans les décombres du World Trade Center après les attentats du 11 septembre 2001. Zadroga est le premier officier du NYPD dont la mort est attribuée à l'exposition au contact des produits chimiques toxiques sur le site de l'attentat.
En 2011, une loi fédérale, la James Zadroga 9/11 Health and Compensation Act of 2010, est promulguée pour assurer le suivi de la santé et apporter une aide financière aux travailleurs malades à la suite des attentats du 11 septembre 2001.
Les causes de la mort de James Zadroga sont contestées.